# 1919 en rugby à XV
Les faits marquants de l'année 1919 en rugby à XV

## Principales compétitions
En raison de la Première Guerre mondiale aucune compétition n'est disputée.

## Évènements

### Octobre
- 18 octobre : fondation du club argentin Hindú Club

## Principaux décès
- 2 janvier : Arthur Gould, international gallois (27 sélections entre 1885 et 1897), meurt à Newport (né le 10 octobre 1864).